# أنا ساكاموتو
أنا ساكاموتو (باليابانية: 坂本ですが?، بالروماجي: Sakamoto desu ga?) (بالإنجليزية: Haven't You Heard? I'm Sakamoto) هي سلسلة مانغا يابانية من تأليف ورسم نامي سانو، نشرت من قبل إينتربرين في مجلة Harta، في 14 أبريل
عام 2012 حتى 14 ديسمبر عام 2015، وتكونت 4 مجلدات. أنتجت إلى مسلسل أنمي تلفزيوني من قبل ستوديو دين، عرض الأنمي 8 أبريل عام 2016 واستمر عرضه حتى 1 أبريل عام 2016.

## القصة
تدور أحداث القصة عن ساكاموتو هو فتى عبقري ومحبوب جيدًا من قبل كل طالب وأعضاء هيئة التدريس بالمدرسة في المدرسة الثانوية. على الرغم من المواقف الغريبة التي قد يكون فيها، والتي تتكون عادةً من مقالب يقوم بها الطلاب الذكور الحسودون في المدرسة، يتمكن ساكاموتو دائمًا من الظهور في الكمال المطلق ونتيجة لذلك يجعل نفسه يبدو أكثر برودة. تنتهي العديد من أفعاله بضحكة كبيرة للقارئ.

## الشخصيات
ساكاموتو (باليابانية: 坂本، بالروماجي: Sakamoto)
مؤدي الصوت: هيكارو ميدوريكاوا
يوشينوبو (باليابانية: 久保田 吉伸، بالروماجي: Kubota Yoshinobu)
مؤدي الصوت: أكيرا إيشيدا
أتسوشي مايدا (باليابانية: 前田 あつし، بالروماجي: Maeda Atsushi)
مؤدي الصوت: توموكازو سوغيتا
ماريو (باليابانية: まりお، بالروماجي: Mario)
مؤدي الصوت: كين تاكوشي
كين كين (باليابانية: ケンケン، بالروماجي: Kenken)
مؤدي الصوت: نوبويوكي هياما
يويا سيرا (باليابانية: 瀬良 裕也، بالروماجي: Sera Yūya)
مؤدي الصوت: شوتارو موريكوبو
آينا كورونوما (باليابانية: 黒沼 あいな، بالروماجي: Kuronuma Aina)
مؤدية الصوت: يوي هوريه
ميغومي فوجيتا (باليابانية: 藤田 恵، بالروماجي: Fujita Megumi)
مؤدية الصوت: ماي ناكاهارا
كانا-تشان (باليابانية: カナちゃん، بالروماجي: Kana-chan)
مؤدية الصوت: يوكاري تامورا
مي-تشان (باليابانية: みーちゃん، بالروماجي: Mī-chan)
مؤدية الصوت: كانا أويدا
يوغي (باليابانية: 八木، بالروماجي: Yagi)
مؤدية الصوت: هيتومي ناباتامي
تاناكا (باليابانية: 田中، بالروماجي: Tanaka)
مؤدية الصوت: ساكي فوجيتا
إيريكا (باليابانية: エリカ، بالروماجي: Erika)
مؤدية الصوت: ميكاكو تاكاهاشي
موريتا (باليابانية: 森田، بالروماجي: Morita)
مؤدية الصوت: تومواكي ماينو
ياسودا (باليابانية: 安田، بالروماجي: Yasuda)
مؤدي الصوت: تاتسوهيسا سوزوكي
شيغيرو كوباياشي (باليابانية: 小林 茂، بالروماجي: Kobayashi Shigeru)
مؤدي الصوت: ماساهيتو يابيه
كاكوتا (باليابانية: 角田، بالروماجي: Kakuta)
مؤدي الصوت: جوجي ناكاتا
شيغيمي كوبوتا (باليابانية: 久保田 茂美، بالروماجي: Kubota Shigemi)
مؤدية الصوت: كوجيرا
تشون تشوريسو (باليابانية: チョン·チョリソー، بالروماجي: Chon Choriso)
مؤدي الصوت: جون فوكوياما
ماروياما (باليابانية: 丸山، بالروماجي: Maruyama)
مؤدي الصوت: تيتسو إينادا
شو هيابوسا
مؤدي الصوت: كوجي يوسا
فوكاسي (باليابانية: 深瀬، بالروماجي: Fukase)
مؤدي الصوت: ميتسوؤو إيواتا

## وصلات خارجية
- أنا ساكاموتو على موقع سفن سيز انترتينمنت
- أنا ساكاموتو على موقع تي بي أس باللغة اليابانية

- أنا ساكاموتو على موقع ANN manga (الإنجليزية)